# Mycoplasma hyosynoviae
Mycoplasma hyosynoviae è una specie di batterio appartenente alla famiglia delle Mycoplasmataceae.